# Bactrocera malaysiensis
Bactrocera malaysiensis är en tvåvingeart som beskrevs av Drew och Albany Hancock 1994. Bactrocera malaysiensis ingår i släktet Bactrocera och familjen borrflugor. Inga underarter finns listade.